# Oriana Fallaci
Oriana Fallaci (Florència, 29 de juny de 1929 - Florència, 15 de setembre de 2006) fou una escriptora i periodista italiana. Fou la creadora d'un tipus d'entrevista periodística d'impacte per la seva audàcia, la seva perspicàcia psicològica i la qualitat literària.
Fallaci es va fer especialment cèlebre per la seva tasca de corresponsal de guerra, però també per haver entrevistat alguns dels personatges més influents del segle xx. Els últims anys de la seva vida, a partir de l'11 de setembre de 2001, han estat més polèmics pels seus punts de vista molt crítics envers el món islàmic. «Una veritable diva del periodisme italià […] polèmica, arrauxada i sovint contradictòria».
Va treballar per a L'Europeo i al llarg de la seva carrera col·laborà amb les publicacions més prestigioses, com Life, The New York Times, The Washington Post, Der Spiegel, Le Nouvelle Observateur, Corriere della Sera o Politika, entre d'altres.

## Biografia
Durant la Segona Guerra Mundial, sent encara una nena, col·laborà amb la resistència. A disset anys va començar a estudiar medicina a la Universitat de Florència, alhora que ja escrivia articles a la crònica de successos per a la premsa. El periodisme la té ocupada moltes hores i li resulta difícil assistir a classe. A més, s'adona que la medicina no és la seva vocació i abandona els estudis per dedicar-se exclusivament al periodisme.
Fins al 1967 cobrí els conflictes més importants de l'època. Les seves cròniques sobre el Vietnam foren recollides al llibre Niente e così sia (1969) i també sobre el Pròxim Orient. Entre les moltes personalitats que va entrevistar hi ha Henry Kissinger, Willy Brandt, Muammar al-Gaddafi, Federico Fellini, Iàsser Arafat, Indira Gandhi…
Des dels anys noranta vivia a Nova York, on va poder veure els efectes dels atemptats contra les Torres Bessones. Des d'aleshores va criticar amb duresa el fonamentalisme islàmic i fins i tot va parlar d'un procés d'islamització d'Occident. Arran d'aquests fets, el 2001 Fallaci va publicar un extens article, «La rabbia e l'orgoglio» ('La ràbia i l'orgull'). Hi acusa l'esquerra i els progressistes europeus i nord-americans d'estar en contra del govern dels Estats Units i de ser benèvols amb la causa de Bin Laden. Entre altres arguments, Fallaci va escriure que:
| « | ¿No us adoneu que els Osama bin Laden es creuen autoritzats a matar-vos a vosaltres i els vostres fills, perquè beveu vi o cervesa, perquè no porteu barba llarga o xador, perquè aneu al teatre i al cinema, perquè escolteu música i canteu cançons, perquè balleu a les discoteques o a les vostres cases, perquè mireu la televisió, perquè vestiu minifaldilla o pantalons curts, perquè esteu despullats o quasi al mar o a les piscines i perquè feu l'amor quan us sembla, on us sembla i amb qui us sembla? No us importa res de tot això, estúpids? Jo soc atea, gràcies a Déu. Però no tinc intenció de deixar-me matar per ser-ne. | » |

Per aquestes declaracions polèmiques fou acusada de difamació contra l'islam.

## Obra
Fallaci va publicar una desena de llibres. D'aquests, només n'hi ha tres de traduïts al català: Inxal·là (1992), Res i així sia (2017) i Un home (2019). Inxal·là, és un relat de ficció sobre les tropes italianes al Líban el 1983. Res i així sia (títol original Niente e così sia) és un relat periodístic sobre la Guerra del Vietnam. Un home, (títol original Un uomo (1979), és una novel·la autobiogràfica sobre la seva relació sentimental amb Alexandros Panagoulis, l'heroi de la resistència grega contra el règim dels Coronels.
El volum més conegut de la periodista és Intervista colla storia ('Entrevista amb la història'), en què recull algunes de les entrevistes que va fer a personatges influents del món durant la dècada dels setanta.
També va publicar: I sette peccati di Hollywood (1958), Penelope alla guerra (1962); als EUA: If the Sun Dies (1967), sobre el programa espacial dels EUA, i The Egotists: Sixteen Surprising Interviews (1968); i també Quel giorno sulla Luna (1970), Lettera a un bambino mai nato (1975), La rabbia e l'orgoglio (2001), La forza della ragione (2004) i Oriana Fallaci intervista sé stessa - L'Apocalisse (2005).

## Premis i reconeixements
- 1979 - Saint Vincent de periodisme
- 1979 - Viareggio
- 1991 - Hemingway
- 1991 - Super Bancarella

Té dedicat un parc públic, Giardino Oriana Fallaci, al centre de la ciutat de Milà, prop de Viale Beatrice d'Este.